# جمال الحريم: المكتوب
جمال الحريم: المكتوب هو مسلسل تلفزيوني مصري يجمع بين الرعب والإثارة والدراما والرومانسية، من إخراج منال الصيفي وبطولة نور اللبنانية، خالد سليم، دينا فؤاد، فراس سعيد، إسلام جمال وحازم سمير. عرض المسلسل لأول مرة في 13 ديسمبر 2020 وحصريا على قناة دي إم سي وإم بي سي 4 بمجموع حلقات بلغ 45 حلقة.

## نبذه
تدور الاحداث ما بين الرعب والحب والخير والشر والخطأ والصواب والرعب والخيال، حول مذيعة تحاول انقاذ صديقتها من مس شيطاني لكن سرعان تحاول صديقتها تجد نفسها في عالم الجن والاشباح وما يتخلله من دجل وشعوذة وانقلبت حياتها رأسا على عقب وفي نفس الوقت يحاول اياد الارتباط بالمذيعة نور ويريد مصطفى الارتباط بتلا ويرفض مراد النصويري والد تلا ويحاول يوسف الارتباط بنور ويتعلق بحبها وترى نور تخيلات مرعبة ومخيفة باستمرار وترى أحلام مروعة.

## طاقم العمل
- نور بدور نور - صفية
- خالد سليم بدور يوسف
- حمدي ندا بدور محمود البدري والد يوسف
- دينا فؤاد بدور حنان
- فراس سعيد بدور مراد النوصيري
- إسلام جمال بدور سليم
- حازم سمير بدور إياد
- صلاح عبد الله بدور الشيخ حسن
- أشرف مصيلحي بدور مقصود
- غفران محمد سارة
- كريم عبد الخالق بدور قردم
- ديانا هشام بدور هند
- شروق إبراهيم بدور جليلة الساقي